# Jean-Pierre Point
Jean-Pierre Point, né le 20 août 1941 à Tournai et mort le 1er janvier 2023 à Evere, est un artiste belge, spécialisé dans la sculpture et la sérigraphie.

## Biographie
Formé à la sculpture à l’Académie de Bruxelles, puis à La Cambre, Jean-Pierre Point décroche le prix Godecharle en 1963, avant la fin de ses études. Il séjourne ensuite quatre ans en Tunisie. Il obtient le Prix Jeune Sculpture en 1966, puis le Prix Olivetti et le Prix de la Fondation belge de la Vocation.  En 1969, il monte sa première exposition personnelle de sculpture.
A partir des années 1970, Jean-Pierre Point pratique essentiellement la sérigraphie : de 1981 à 2006, il enseigne à La Cambre cette technique graphique qui permet le report d’images, éventuellement photographiques, sur un support quelconque.
En 1997, il intègre l’Académie royale des Sciences, des Lettres et des Beaux-Arts de Belgique. 

## Œuvre
- 1960 : La Grande Nuit, sculpture, au Musée d'art contemporain en plein air du Sart Tilman
- 1975 : Plan K The Penny Arcade Peep Show, affiche sérigraphiée
- 1977 : Un été à Seny, affiche sérigraphiée
- 1999 : Portrait de Sa Majesté le Roi Albert II [2]

## Expositions
- 2015 : Jean-Pierre Point. Littoral. Estampes numériques[3], à la galerie J. Bastien art, à Bruxelles, du 11 juin au 18 juillet 2015
- 2023 : Il y a quelque chose de beau dans les objets qui nous entourent[4], au BPS22, à Charleroi, du 18 février au 23 avril 2023

## Éditions
- 1977 : Catalogue d’ouverture[5] du Musée du Sart-Tilman
- 1979 : Ma chambre obscure. 25 sérigraphies, préfacé par André Delvaux